# Al Sah-him
Al Sah-him es el vigésimo primer episodio de la tercera temporada y sexagésimo séptimo episodio a lo largo de la serie de televisión estadounidense de drama y ciencia ficción, Arrow. El episodio fue escrito por Brian Ford Sullivan & Emilio Ortega Aldrich, basados en la historia de Beth Schwartz y dirigido por Thor Freudenthal. Fue estrenado el 29 de abril de 2015 en Estados Unidos por la cadena The CW.

## Elenco
- Stephen Amell como Oliver Queen/la Flecha.
- Katie Cassidy como Laurel Lance.
- David Ramsey como John Diggle.
- Willa Holland como Thea Queen.
- Emily Bett Rickards como Felicity Smoak.
- Colton Haynes como Roy Harper/Arsenal.
- John Barrowman como Malcolm Merlyn/Arquero Oscuro.
- Paul Blackthorne como el capitán Quentin Lance.

## Desarrollo

### Producción
La producción de este episodio comenzó el 5 de marzo y terminó el 13 de marzo de 2015.

### Filmación
El episodio fue filmado del 16 de marzo al 25 de marzo de 2015.